# 小叶梣
小叶梣（学名：Fraxinus bungeana）是木犀科梣属的植物。分布在中国大陆的山西、辽宁、河北、山东、安徽、河南等地，生长于海拔1,500米以下的地区，多生长在较干燥向阳的砂质土壤和岩石缝隙中，目前尚未由人工引种栽培。

## 别名
梣（淮南子）